# Dorotabō
Œuvres principales
- Konjaku Hyakki Shūi

Le Dorotabō (泥田坊, « chauve du champ boueux ») est un yōkai (créature  du folklore japonais, représenté dans le recueil d'images Konjaku Hyakki Shūi de Toriyama Sekien.

## Description
Dans l'œuvre de Sekien, le dorotabō est représenté avec un seul œil et trois doigts par main, émergeant à mi-corps d'une rizière boueuse,,. La légende de ce yōkai est décrite ainsi dans le Konjaku Hyakki Shūi :

« むかし北国（ほくこく）に翁あり子孫のためにいささかの田地をかひ置て寒暑風雨をさけず時々の耕作おこたらざりしに この翁死してよりその子 酒にふけりて農業を事とせずはてにはこの田地を他人にうりあたへれば夜な々々目の一つあるくろきものいでて 田をかへせ々々とののしりけり これを泥田坊といふとぞ 
Autrefois, dans le nord du pays, vivait un vieil homme. Il avait acheté une petite rizière pour ses descendants et, sans jamais se soucier du froid, de la chaleur, du vent ni de la pluie, il travaillait régulièrement la terre. À sa mort, son fils se laissa aller par l’alcool et négligea complètement l’agriculture, allant même jusqu’à vendre la rizière à un étranger. Depuis lors, chaque nuit, une créature sombre dotée d’un seul œil surgit et criait “Rendez-moi mon champ ! Rendez-moi mon champ !”. On l’appellerait alors le dorotabō.  »

— Extrait traduit du Konjaku Hyakki Shūi de Toriyama Sekien
La légende raconte qu'un vieil homme du nord du Japon possédait une rizière qu'il avait soigneusement cultivée pour ses descendants. À sa mort, son fils néglige les travaux agricoles et vend le champ à un étranger. Depuis lors, chaque nuit, une créature à un œil surgit de la boue en criant « Rendez-moi mon champ ! » et finit par être désignée comme le dorotabō. Cependant, cette légende n'a pas été confirmée dans d'autres documents d'époque ou dans la tradition populaire,.
Les écrits sur les yōkai publiés durant les périodes Shōwa et Heisei ont interprété cette histoire en présentant le dorotabō comme l'esprit d'un vieil agriculteur transformé en yōkai par vengeance contre son fils indigne.
Dans son livre Tōhoku Kaidan no Tabi (東北怪談の旅 ; Voyage dans les légendes du Tōhoku), l’écrivain Norio Yamada relate une histoire similaire intitulée « Le Dorotabō », supposément attribuée à la Préfecture de Yamagata, car ce dernier avait une certaine tendance à élaborer des récits autour des yōkai illustrés par Sekien quand ceux-ci n’en possédaient pas. L’histoire est la suivante : Dans la région de Shōnai, Aki, une femme du village, vit seule pendant que son mari, Hanzaemon, qui travaille à un chantier. Comme il n’est pas là, Aki se laisse aller à la paresse au lieu d’aller travailler à la rizière. Malgré l’intervention des villageois pour la pousser à agir, cette dernière continuait de traîner sans rien faire. Un jour, en se promenant dans la montagne, elle fit la rencontre d’un jeune inconnu et commença une relation avec lui. Quand Hanzaemon rentre enfin de son chantier, il découvre qu’Aki avait pris l’habitude d’aller souvent en montagne. Inquiet, il décide de la suivre et découvre qu’elle est dans un état étrange, avec un serpent enroulé autour de ses jambes. Cette dernière avait même pondue un œuf. Choqué et dégoûté, il la répudia, lui disant de devenir la femme du serpent. Plus tard, alors qu’Aki rentrait par un chemins à proximité des rizières, la créature appelée “Dorotabō” sortit de la boue et lui dit de s’occuper des rizières au lieu de faire naître la progéniture d’un serpent.

## Interprétation
En dehors du Konjaku Hyakki Shūi, le dorotabō n'apparaît dans aucune autre source ancienne, et diverses interprétations existent à son sujet. Le chercheur en littérature classique Masamichi Abe considère le dorotabō comme une personnification des trois vices humains (colère, avarice, et ignorance), suggérés par ses trois doigts. Le nom de « Dorotabō » pourrait être inspiré du proverbe frapper dorota o bo de utsu (泥田を棒で打つ ; donner un coup de bâton un champ boueux) qui signifie tout gâcher, avec une idée de faire disparaître tout le travail accompli,. Il pourrait également dériver du poète Ganko Shina, dont le pseudonyme Dorotabō Yumenari aurait influencé Sekien.
Le folkloriste Katsumi Tada suggère que le dorotabō aurait été inspiré par les jeux de mots de Sekien et symboliserait le quartier de Yoshiwara à Edo, également surnommé Hokkokku (北国 ; « province du Nord »). Sekien aurait ainsi joué avec les termes pour représenter le vice et les plaisirs charnels sous la forme d'un yōkai.